# معركة كوريكارا
أو معركة ممر كوريكارا (باليابانية: 倶利伽羅峠の戦い، بالروماجي: Kurikara tōge no tatakai) تعرف أيضاً باسم معركة تونامي-ياما (باليابانية: 砺波山، بالروماجي: Tonamiyama) إحدى أهم المعارك في حرب غينبيه إنقلبت فيها كفة الحرب لصالح قبيلة ميناموتو بقيادة يوشيناكا بفضل تخطيطه الإستراتيجي وعبقريته العسكرية، تعتبر بداية إنهزام قبيلة تايرا.

## الخلفية
بدأ ميناموتو نو يوشيناكا قائد قوات ميناموتو في ناغانو، بغزو مناطق تابعة لتايرا في مقاطعات شينانو [الإنجليزية]
، وإيتشيغو [الإنجليزية]
، وإتشو [الإنجليزية]
، وكاغا [الإنجليزية]
 وإتشيزين [الإنجليزية]
، واستمر حتى توقف الحرب مؤقتاً في 1181 لعامين بسبب المجاعة التي ضربت اليابان، مع تحسن الظروف في 1183، أطلقت تايرا عملية كبيرة إنتقاماً من يوشيناكا، تولى قيادة هذه العملية تايرا نو كوريموري ابن تايرا نو شيغيموري [الإنجليزية]
 وحفيد تايرا نو كيوموري بدعم كل من (ميتشيموري وتادانوري وتومونوري وتسونيماسا وكيوفوسا)، لكن كانت قوات تايرا غير كافية بعد تقليصها بسبب الحرب والمجاعة لهذا بدأت تايرا بجمع محاربين جدد من الأراضي المحيطة معرضين لخطر المجاعة مرة أخرى لأن أغلب المحاربين كانوا من المزارعين، ثم إنطلق جيش تايرا من مدينة كيوتو في 10 مايو 1183.
بينما كان الخلاف قد بدأ في مارس 1183 بين ميناموتو نو يوريتومو زعيم قبيلة ميناموتو في كاماكورا ويوشيناكا قائد قوات ميناموتو في ناغانو، حاول يوشيناكا تهدئة الخلاف بإرسال إبنه ليمكث لدى يوريتومو لكن سرعان ما وصلت الأخبار بأن قبيلة تايرا تحشد جيشاً، لهذا قام بالإتحاد مع قوات عمه يوكييه وتوموي غوزين بالإضافة إلى أعوانه الأربعة (إيماي كانيهيرا، هيغوتشي كانيميتسو، تاتيه تشيكاتادا، نينوي يوكيتشيكا).

## المعركة
عند إقترابه من الممرات الجبلية التي تربط بين غرب هونشو وشرقها قام كوريموري بتقسيم قواته إلى قسمين، الأول يسيطر على معبر كوريكارا (الذي يقع بين تسوباتا [الإنجليزية]
 وأويابي) وحتى منطقة تونامياما، القسم الآخر سيدخل مقاطعة إتشو [الإنجليزية]
 عبر مقاطعة نوتو [الإنجليزية]
 شمالاً.
عند رؤيته قوات تايرا أمر يوشيناكا برفع 30 راية بيضاء على تل كوروساكا الذي يقع على بعد عدة كيلومترات كتكتيك لإيهام قوات تايرا بأن جيش يوشيناكا أكبر من تعداده الحقيقي وذلك لمنعهم من التقدم والهجوم حتى يحل المساء حيث سيطبق الجزء الثاني من إستتراتيجيته. قسم يوشيناكا قواته إلى ثلاث أجزاء، أرسل إحدى المجموعات لمهاجمة تايرا من الخلف، وجزء آخر يهاجم من المعبر، والقسم الثالث المركزي مرافق ليوشيناكا قادم من الأمام بشكل علني ليخدع قوات تايرا، لتشتيت إنتباههم أكثر لجأ يوشيناكا إلى بدء الحرب بشكل تقليدي للغاية، حيث بدأ بتبادل السهام الصافرة [الإنجليزية]
 ثم مبارزات منفردة بين مئة ساموراي حيث تفاعلت تايرا مع هذا بكل سرور على أمل أن يتم ذكرهم بالسجلات والأشعار الملحمية التي ستكتب عن هذه المعركة.
في هذه الأثناء تحرك قسمي الجيش الآخرين إلى موقعهما، ومع غروب يتفاجأ جيش تايرا بقوات ميناموتو من الخلف وهي تحمل رايات كثيرة لإيهام العدو بأن عددهم كبير جداً، القسم المركزي من قوات يوشيناكا جمع عدد كبير من الثيران بشكل قطعان وربطوا على قرونهم مشاعل مضاءة ثم أطلقوهم في ممر كوريكارا حيث تفرق جنود تايرا عن موقعهم وصعدوا إلى أطراف الوادي ليجدوا قوات القسم الثاني من ميناموتو على الجهة الشمالية من الوادي والتي أعادتهم إلى أسفل الوادي حيث تمت محاصرتهم من كافة الجهات.

## آثار المعركة
الناجون من قوات تايرا هربوا وهم يجرون الخيبة والإحباط بسبب خسارتهم الفادحة في هذه المعركة التي أدت بالتالي إلى تخلي تايرا عن العاصمة كيوتو، قلبت هذه المعركة الموازين لصالح ميناموتو حتى نهاية الحرب.